# Empoasca koshunensis
Empoasca koshunensis är en insektsart som beskrevs av Heinrich Christian Friedrich Schumacher 1915. Empoasca koshunensis ingår i släktet Empoasca och familjen dvärgstritar. Inga underarter finns listade i Catalogue of Life.